# Tenri, Nara
Tenri (japanska: 天理市?, Tenri-shi) är en stad i Nara prefektur i Japan. Staden fick stadsrättigheter 1954. 
Staden är religiöst centrum för religionen Tenrikyō och har även fått sitt namn efter denna. 